# Coua pyropyga
Coua pyropyga, "kastanjegumpad koua", är en fågel i familjen gökar inom ordningen gökfåglar. Den betraktas oftast som underart till tofskoua (Coua cristata), men urskiljs sedan 2014 av IUCN och Birdlife International som egen art. Den kategoriseras av IUCN som nära hotad. Taxonet återfinns på sydvästra Madagaskar (Morondava och Toliara till Amboasary).